# Maurizio Martinelli
Maurizio Martinelli (Roma, 11 luglio 1963) è un giornalista e conduttore televisivo italiano.

## Biografia
È un giornalista professionista dal 7 novembre del 1988.
Ha lavorato per L'Ora, Il Tempo e L'Informazione. Su Rai 3 ha ideato e condotto gli speciali "Parla Buscetta" dedicato al processo Andreotti e "Il caso Contrada" nel 1992. Su Rai 1 ha curato in qualità di autore il ciclo di trasmissioni dedicato da Sergio Zavoli ai temi della giustizia nel 1996. Approda al TG2 nell'estate del 1997 dove - oltre a seguire i principali fatti di cronaca nera e giudiziaria - si occupa dei temi legati alla sicurezza interna e alla giustizia. In qualità di inviato speciale, ha seguito da Baghdad il conflitto iracheno. Dall'ottobre del 2002 al 2008 ha condotto l'edizione delle 13:00 del telegiornale diretto da Mauro Mazza. Nella stagione 2006-2007 cura e conduce la rubrica di approfondimento TG2 10 Minuti, rubrica che nell'autunno del 2007 prende il nome di TG2 - Puntodivista, dall'estate del 2008 conduce l'edizione delle 20:30 del TG2 e da novembre 2012 ad aprile 2014 ha condotto anche l'edizione notturna del telegiornale.

## Vita privata
È figlio di Roberto Martinelli, anche lui giornalista, e ha un fratello di nome Massimo, giornalista attualmente direttore del quotidiano Il Messaggero.